# Parafia św. Michała Archanioła we Wtelnie
Parafia św. Michała Archanioła w Wtelnie – rzymskokatolicka parafia w dekanacie Osowa Góra diecezji bydgoskiej. Została utworzona w 1876 roku.
Proboszczem parafii od 2014 roku jest ks. Jarosław Radzikowski.

## Zasięg parafii
Do parafii należą wierni z miejscowości w gminie Koronowo: Bytkowice, Gościeradz, Morzewiec, Tryszczyn i Wtelno oraz Nowa Ruda i Szczutki z gminy Sicienko.